# Plans de la Sala (Castellcir)

Els Plans de la Sala respecte del terme de Castellcir

Els Plans de la Sala és un conjunt de plans del terme municipal de Castellcir, al Moianès.
Estan situats a l'entorn del Cau del Llop, a la dreta del torrent del Bosc i a l'esquerra del Tenes. Són al sud-est de l'església de Sant Andreu de Castellcir i de la masia de Cal Tomàs i al nord-oest del Bosc, a llevant de la Vileta, de la Casa Nova de la Vileta i del Molí del Bosc. Queda al sud-oest del Pla de l'Estepar.

## Etimologia
Es tracta d'uns plans que haurien pertangut a la masia de la Sala, que encara no ha estat establert a quina masia actual de Castellcir correspon.